# Nezdická lípa
Nezdická lípa je lípa velkolistá, která roste v obci Nezdice, poblíž Přeštic, v okrese Plzeň-jih. Tvoří dominantu na hřbitově vedle márnice. Lípa je památný strom registrovaný pod číslem 105918 AOPK.

## Základní údaje
- druh: lípa velkolistá (Tilia platyphyllos Scop.)
- obvod: 310 cm
- výška: 23,5 m
- ochranné pásmo: kruh o poloměru 10 m mimo výseč zasahují za márnici a hranici hřbitova
- památný strom ČR: od 23. dubna 2013
- umístění: Plzeňský kraj, okres Plzeň-jih, obec Nezdice, KÚ Nezdice nad Úhlavou, číslo parcely 248/3

## Údržba stromu
V roce 2015 byla lípa odborně ošetřena, byl proveden bezpečnostní řez  a odstraněny prosychající větve.

## Památné stromy v okolí
- Lípa pod Ticholovcem
- Borovská lípa
- Roupovský tis